# Aera
Aera — немецкая джаз-рок-группа, существовавшая с 1972 по 1982 годы.

## История группы
В начале сентября 1972 гитарист Мук Гро (нем. Muck Groh) (ранее играл в группе Ihre Kinder (нем.)) создал группу Name, которая состояла из 6 музыкантов:
- Мук Гро (Muck Groh) (основатель) — гитара, Германия
- Хайнц Шмит (Heinz Schmitt) — гитара, Германия
- Дэйви Крокет (Davy Crocket) — бас-гитара, Англия
- Стив Робинсон (Steve Robinson) (настоящее имя — Райнер Гейер (Reiner Geyer), ранее играл в группе 2066 And Then (нем.)) — орган, Германия
- Мартин Роске (Martin Roscoe) (ранее играл в группах 2066 And Then (нем.) и Nine Days Wonder) — ударные, Англия
- Дитч Кэссиди (Ditch Cassidy) — вокал, Ирландия[1]

В октябре-ноябре 1972 года группа совершила турне по Ирландии. По окончании турне Дитч Кэссиди покинул группу и остался на родине. Вскоре после этого Дэйви Крокет также покинул группу, принял участие в записи альбома группы Midnight Circus и присоединился к секте Jesus People (нем.). Это произошло в конце 1972 года. Затем последовал тяжёлый период длительных музыкальных поисков. В это время в группе играли следующие музыканты:
- Петер Малиновски (Peter Malinowski) — бас-гитара
- Карстен Бон (Carsten Bohn) (англ.) — ударные; участник группы Frumpy (англ.)
- Карл Мутчлехнер (Karl Mutschlechner) — бас-гитара, Австрия; участник группы Nine Days Wonder
- Сидатта «Дада» Гаутама Швитцки (Sidhatta «Dada» Gautama Schwitzki) — ударные, Индонезия
- Паоло Гроббен (Paolo Grobben) — бас-гитара, Голландия
- Дитер Бауэр (Dieter Bauer) — бас-гитара, участник группы 2066 And Then[1]

Стив Робинсон захотел переименовать группу, и Мук Гро предложил название Aera.
В 1973 году к группе присоединился саксофонист Клаус Кройцедер (Klaus Kreuzeder) (нем.) из группы Ex Ovo Pro. Музыканты решили, что для их творчества необходима вдохновляющая обстановка, поэтому для работы они отправились в старую усадьбу в Мехельвинде, недалеко от города Эрланген. Так образовался костяк группы Aera.
В 1973 году Паоло и Сидатта получили травмы в серьёзной автомобильной аварии в городе Хохштадт. Паоло пролежал в больнице 4 месяца. В это время Дитер Бауэр окончательно решил присоединиться к группе. В декабре 1973 года Дада и Стив Робинсон покинули группу и перешли в Nine Days Wonder. Вольфганг Теске (Wolfgang Teske) (ударные) присоединился к группе, увидев объявления в журналах Sounds и Riebe’s. В декабре 1974 года у Нюрнбергского симфонического оркестра был приобретён автобус, ставший легендарным автобусом группы Aera.
Тема человека в творчестве музыкантов отразилась уже в названии первого альбома группы Humanum Est, который был записан на студии в Хильтпольтштайне 8, 9 и 10 ноября 1974 года. На тот момент помимо Гро и Кройцедера в группу входили Вольфганг Теске (ударные) и Дитер Бауэр (бас-гитара). Периодически к ним присоединялся бас-гитарист Петер Малиновски.
После следующего изменения в составе с 14 по 18 сентября 1976 на той же студии был записан второй альбом Hand und Fuss. На тот момент в состав группы входили Гро, Кройцедер, Малиновски, Кристоф Кригер (Christoph Krieger) (скрипка), а также Лаки Шмидт (Lucky Schmidt) (ударные) из группы Wind (город Эрланген). В качестве приглашенного музыканта на баритон-саксофоне и гобое также сыграл Онкель Латци (Onkel Latzi).
Большой успех пришёл к группе после очередной перестановки, после которой в группе оказались 3(!) барабанщика. В ноябре 1978 года на молодёжном конкурсе в Немецкой музыкальной академии в Мюнхене группа Aera в составе: Лутц Олдмайер (Lutz Oldemeier) (барабаны) (ранее играл в группе Missus Beastly (нем.)), Фредди Зетц (Freddy Setz) (барабаны), Гельмут Майер-Лимберг (Helmut Meier-Limberg) (перкуссия), Матц Штайнке (Matz Steinke) (бас-гитара), Клаус Кройцедер (саксофон; тексты) — выиграла первый приз в категории «Джаз». В конкурсе принимали участие около 80 групп.
В том же году и в том же составе группа выпустила третью пластинку Turkes при участии Мука Гро, Локо Рихтера (Locko Richter) (бас-гитара) и Ахима Гизлера (Achim Gieseler) (клавиши).
В ноябре 1979 в составе: Клаус Кройцедер, Гельмут Майер-Лимберг, Лутц Олдмайер, Локо Рихтер, Фредди Зетц и Роман Бунка (Roman Bunka (англ.)) (гитара; участник группы Embryo англ.) — был записан альбом Live. Для этого альбома были использованы записи концертов в Киле, Иссельхорсте, Херфорде, Берлине и Гамбурге.
В том же месяце Роман Бунка опять покинул группу и снова присоединился к Embryo и в следующем году совместно с Фредди Зетцем и Геральдом Лучано Хартвигом (Gerald Luciano Hartwig) (также из группы Embryo) записал альбом Dein Kopf ist ein schlafendes Auto.
Затем группа Aera продолжила свою деятельность в составе: Кройцедер, Гельмут и Ульрих Майер-Лимберг, Петер Кюмштедт (Peter Kühmstedt) (бас-гитара; ранее играл в группе Guru Guru) и Тони Даннер (Toni Danner) (ударные; ранее играл в группах Йоахима Кюна, Тото Бланке (нем.), Яспера Ван’т Хоофа и группе Cyklus).
В 1982 группа прекратила своё существование.

## Дискография
- 1975 — Humanum Est
- 1977 — Hand Und Fuss
- 1979 — Türkis
- 1980 — Live
- 1981 — Too Much
- 1982 — Akataki[3]